# Ретешть (Арджеш)
Ретешть, Ретешті (рум. Rătești) — село у повіті Арджеш в Румунії. Входить до складу комуни Ретешть.
Село розташоване на відстані 83 км на північний захід від Бухареста, 24 км на південний схід від Пітешть, 114 км на північний схід від Крайови, 108 км на південь від Брашова.

## Населення
За даними перепису населення 2002 року у селі проживали 492 особи, з них 490 осіб (99,6%) румунів. Усі жителі села рідною мовою назвали румунську.